# Mixteco de la frontera Puebla-Oaxaca
El mixteco de la frontera Puebla-Oaxaca es una variedad de las lenguas mixtecas que se habla en la Mixteca Baja de los estados de Puebla y Oaxaca (México). Se conoce también con el nombre de mixteco del sur de Puebla. Los hablantes llaman a esta lengua da'an davi, que significa lengua de la lluvia.
Esta variedad del mixteco está relacionada con las hablas de la Mixteca Alta, de la región de Tilantongo y Nochixtlán, de las cuales derivó hace alrededor de 800 años. En este tiempo, el da'an davi adquirió características singulares dentro de las lenguas mixtecas, como el desarrollo de la fricativa prenasalizada /ns/ a partir de /nd/. Posee un sistema pronominal mixto que combina rasgos de los sistemas pronominales mixtecos basados en el respeto y los basados en distinción de número. Estos rasgos los comparte sólo con algunos dialectos cercanos, localizados en el límite norte de la Mixteca Baja. 
El da'an davi es una lengua otomangueana. Se encuentra catalogada como una lengua definitivamente en peligro de acuerdo con el Atlas mundial de las lenguas en peligro.

## Distribución geográfica
Esta variedad del mixteco se habla en varias localidades de un conjunto de municipios localizados en el norte de Oaxaca y el sur de Puebla. Se trata de San Jerónimo Xayacatlán, Xayacatlán de Bravo, Petlalcingo y Totoltepec de Guerrero en el lado poblano, y Cosoltepec, San Pedro y San Pablo Tequixtepec y Santiago Chazumba, en territorio oaxaqueño. Además es hablada por los migrantes originarios de estas regiones, que se encuentran en diversos sitios de México y Estados Unidos.

## Clasificación lingüística
El mixteco de la frontera Puebla-Oaxaca forma parte del grupo de lenguas mixtecas. Junto con el idioma cuicateco y el triqui constitiuyen el grupo mixtecano de la rama amuzgomixtecana, dentro de la familia otomangueana. De acuerdo con la clasificación dialectal que hiciera Kathryn Josserand a mediados de la década de 1980, el mixteco de la frontera de Puebla-Oaxaca se encuentra dentro del área dialectal del norte de la Mixteca Baja, relacionado con las variedades de Huajuapan, Tonalá y Silacayoápam. Josserand y otros autores señalaron en su momento que la documentación sobre las hablas mixtecas de esta región era demasiado pobre, y que en la medida que aumentase la información sería posible que las variedades lingüísticas pudieran ser agrupadas nuevamente. Sugirieron también que las hablas cercanas a Acatlán de Osorio podrían constituir un subgrupo dentro de esta área dialectal, que mantendría diferencias sustanciales con el mixteco de Chigmecatitlán, otra de las variedades de la lengua de la lluvia habladas en la Mixteca poblana. A pesar de su vecindad geográfica, las hablas del área dialectal del norte de la Mixteca Baja tienen menos rasgos en común con las hablas del sur de la Mixteca Baja y el occidente de la Mixteca; más bien se encuentran relacionadas con las variedades de la Mixteca central y oriental. Aunque la falta de datos no permite establecer una interpretación adecuada de esta situación, Bradley y Josserand sugirieron que la Mixteca poblana pudo haber sido colonizada por grupos provenientes de esas regiones.

## Fonología

### Consonantes
El repertorio de consonantes del mixteco de la frontera poblano-oaxaqueña presenta una notable número de consonantes nasales, prenasalizadas y posnasalizadas. Además incluye el saltillo, un fonema muy característico de las lenguas mixtecanas. En el cuadro siguiente se muestran todas las consonantes, pulmónicas y no pulmónicas, con las que cuenta el habla de esta variedad de mixteco. Se indica con un asterisco las que son empleadas únicamente en préstamos del idioma español.
| Consonantes del mixteco de la frontera Puebla-Oaxaca | Consonantes del mixteco de la frontera Puebla-Oaxaca | Consonantes del mixteco de la frontera Puebla-Oaxaca | Consonantes del mixteco de la frontera Puebla-Oaxaca | Consonantes del mixteco de la frontera Puebla-Oaxaca | Consonantes del mixteco de la frontera Puebla-Oaxaca | Consonantes del mixteco de la frontera Puebla-Oaxaca | Consonantes del mixteco de la frontera Puebla-Oaxaca | Consonantes del mixteco de la frontera Puebla-Oaxaca | Consonantes del mixteco de la frontera Puebla-Oaxaca | Consonantes del mixteco de la frontera Puebla-Oaxaca | Consonantes del mixteco de la frontera Puebla-Oaxaca | Consonantes del mixteco de la frontera Puebla-Oaxaca |
| ---------------------------------------------------- | ---------------------------------------------------- | ---------------------------------------------------- | ---------------------------------------------------- | ---------------------------------------------------- | ---------------------------------------------------- | ---------------------------------------------------- | ---------------------------------------------------- | ---------------------------------------------------- | ---------------------------------------------------- | ---------------------------------------------------- | ---------------------------------------------------- | ---------------------------------------------------- |
| Punto de articulación →                              | Labial                                               | Labial                                               | Coronal                                              | Coronal                                              | Coronal                                              | Coronal                                              | Dorsal                                               | Dorsal                                               | Dorsal                                               | Dorsal                                               | (ninguno)                                            | (ninguno)                                            |
| ↓ Modo de articulación                               | Bilabial                                             | Labio‐ dental                                        | Dental                                               | Alveolar                                             | Post‐ alveolar                                       | Retro‐ fleja                                         | Palatal                                              | Velar                                                | Uvular                                               | Uvular                                               | Glotal                                               | Glotal                                               |
| Nasal                                                | m                                                    |                                                      | n                                                    | n                                                    | n                                                    |                                                      | ɲ                                                    |                                                      |                                                      |                                                      |                                                      |                                                      |
| Oclusiva                                             | p b*                                                 |                                                      |                                                      | t t͡n                                                 | t t͡n                                                 |                                                      |                                                      | k ɡ kw                                               |                                                      |                                                      | ʔ                                                    |                                                      |
| Prenasalizada                                        | mb                                                   |                                                      |                                                      | nt nd                                                | nt nd                                                |                                                      |                                                      | ng                                                   |                                                      |                                                      |                                                      |                                                      |
| Prenasalizada                                        | mb                                                   | ns                                                   | nʧ                                                   |                                                      |                                                      |                                                      |                                                      | ng                                                   |                                                      |                                                      |                                                      |                                                      |
| Fricativa                                            | β                                                    | f*                                                   | ð                                                    | s                                                    | ʃ                                                    |                                                      |                                                      | x                                                    |                                                      |                                                      |                                                      |                                                      |
| Africada                                             |                                                      |                                                      |                                                      |                                                      | ʧ                                                    |                                                      |                                                      |                                                      |                                                      |                                                      |                                                      |                                                      |
| Aproximante                                          |                                                      |                                                      | l                                                    | l                                                    | l                                                    |                                                      | j                                                    |                                                      |                                                      |                                                      |                                                      |                                                      |
| Vibrante múltiple                                    |                                                      |                                                      | r*                                                   | r*                                                   | r*                                                   |                                                      |                                                      |                                                      |                                                      |                                                      |                                                      |                                                      |
| Vibrante simple                                      |                                                      |                                                      | ɾ                                                    | ɾ                                                    | ɾ                                                    |                                                      |                                                      |                                                      |                                                      |                                                      |                                                      |                                                      |

Es importante tener en cuenta que el carácter de la glotalización en las lenguas mixtecas es un tema sobre el que no hay conclusión aún. Para estudiosos como Longacre, se debía considerar que las lenguas mixtecas cuentan con el fonema /ʔ/ (oclusiva glotal) de manera independiente. Otros expertos como Kathryn Josserand señalan que la glotalización es un rasgo vocálico, mientras que otros más como Stephen Marlett opinan que se trata de un rasgo de las palabras. Por esta razón, la tabla que se presenta arriba podría cambiar, dependiendo del enfoque adoptado para el análisis fonológico del dahan davi y otras lenguas mixtecas.

### Vocales
El mixteco de la frontera de Puebla-Oaxaca tiene un sistema vocálico de cinco vocales orales. Todas las vocales son susceptibles de ser nasalizadas, debido a la presencia de numerosas consonantes nasales y prenasalizadas en la lengua. Por otro lado, también se distinguen las vocales por la cantidad vocálica —es decir, por su duración—.
|          | Anteriores | Anteriores | Anteriores | Anteriores | Centrales | Centrales | Centrales | Centrales | Posteriores | Posteriores | Posteriores | Posteriores |
| oral     | oral       | nasal      | nasal      | oral       | oral      | nasal     | nasal     | oral      | oral        | nasal       | nasal       |             |
|          | corta      | larga      | corta      | larga      | corta     | larga     | corta     | larga     | corta       | larga       | corta       | larga       |
| -------- | ---------- | ---------- | ---------- | ---------- | --------- | --------- | --------- | --------- | ----------- | ----------- | ----------- | ----------- |
| Cerradas | i          | iː         | ĩ          | ĩː         |           |           |           |           | u           | uː          | ũ           | ũː          |
| Medias   | e          | eː         | ẽ          | ẽː         |           |           |           |           | o           | oː          | õ           | õː          |
| Abiertas |            |            |            |            | a         | aː        | ã         | ãː        |             |             |             |             |

### Tonos
Como el resto de las lenguas de la familia otomangueana, el mixteco de la frontera Puebla-Oaxaca es una lengua tonal. Esto quiere decir que una elevación o disminución en el tono de la enunciación cambia el significado de una palabra. La variedad de mixteco de la que aquí se habla tiene cuatro tonos.

## Escritura
En la actualidad, todas las lenguas mixtecas se escriben con una adaptación del alfabeto latino. Históricamente, la ortografía del mixteco estuvo muy influenciada por la española. Sólo hasta tiempos recientes, lingüistas mixtecos y no mixtecos han desarrollado una propuesta para el uso en todas las variedades de la lengua de la lluvia, impulsada por la Véhe Túhun Savi (Academia de la Lengua Mixteca), con sede en la ciudad de Tlaxiaco (Mixteca Alta de Oaxaca). Sin embargo, para el caso del mixteco del sur de Puebla, las fuentes documentales disponibles emplean un alfabeto distinto que sigue de cerca las reglas ortográficas del español. Este alfabeto, empleado en los trabajos publicados por el Instituto Lingüístico de Verano, es el que se empleará a lo largo de este artículo.

### Alfabeto mixteco
El mixteco de la frontera poblano-oaxaqueña es una de las variedades del dahan davi que ha presentado mayores cambios fonológicos con relación a otras variedades. Algunos de los cambios más característicos son la pérdida de la vocal /ɨ/, que conservan las variedades de la Mixteca Alta, y también la evolución del protofonema *nd del protomixteco en dos fonemas: /nd/ y /ns/. El alfabeto empleado en los trabajos del ILV considera cada las diversas oclusivas prenasalizadas del mixteco con una grafía para cada una, que es considerada como una letra distinta. Es el caso de <mb>, <nch>, <nd>, <ng>, <ns>, <nt>. Aplica el mismo criterio para la oclusiva redondeada /kw/, escrita como <cu>, y para la nasal preocluida /tn/, escrita <tn>. En cambio el alfabeto de la Ve'e Tu'un Savi considera ortográficamente la escritura de estos fonemas como dígrafos, que quedan sujetos para su construcción a las dieciocho consonantes que constituyen el ndusu tu'un savi o alfabeto de las lenguas mixtecas. 
| Grafía ILV | Fonema                       | Ejemplo (mixteco) | GLOSA            | Grafía Vehe Tu'un Savi |
| A, a       | /a/                          | ansívi            | CIELO            | A                      |
| B, b       | /b/ en préstamos del español | burrú             | BURRO            |                        |
| C, c       | /c/ ante /a/, /o/, /u/       | còhò              | PLATO            | K, k                   |
| Cu, cu     | /kw/                         | cuìhi             | PLÁTANO          |                        |
| Ch, ch     | /t͡ʃ/                         | chitu             | GATO             | Ty, ty                 |
| D, d       | /ð/                          | dìtà              | TORTILLA DE MAÍZ | D, d                   |
| E, e       | /e/                          | lehe              | GALLO            | E, e                   |
| F, f       | /f/ en préstamos del español | fecha             | FECHA            |                        |
| G, g       | /g/                          | gà                | MÁS              | G, g                   |
| H, h       | /ʔ/                          | hahsívi tnaha     | JUNTARSE         | '                      |
| I, i       | /i/                          | isì               | VELA             | I, i                   |
| J, j       | /x/                          | jaan              | SÍ               | J, j                   |
| L, l       | /l/                          | laa               | PÁJARO           | L, l                   |
| M, m       | /m/                          | malé              | MADRINA          | M, m                   |
| Mb, mb     | /mb/                         | mbee              | BORREGO          |                        |
| N, n       | /n/                          | dìtà              | TORTILLA DE MAÍZ | N, n                   |
| Nch, nch   | /nt͡ʃ/                        | nchicò            | PECHO            |                        |
| Nd, nd     | /nd/                         | ndahà             | MANO             |                        |
| Ng, ng     | /ng/                         | inga-nè           | OTRA PERSONA     |                        |
| Ns, ns     | /ns/                         | nsidá             | CARGAR           |                        |
| Ñ, ñ       | /ɲ/                          | ñáhà              | MUJER            | Ñ, ñ                   |
| O, o       | /o/                          | orá               | SOL              | O, o                   |
| P, p       | /p/                          | pílù              | POLLITO          | P, p                   |
| Qu, qu     | /k/ ante /e/, /i/            | quìdi             | OLLA             | K, k                   |
| R, r       | /ɾ/                          | ròhngò-ndà        | RODILLA          | R, r                   |
| S, s       | /s/                          | sàndiaa           | PATEAR           | S, s                   |
| T, t       | /t/                          | tutu              | PAPEL            | T, t                   |
| Tn, tn     | /t͡n/                         | tnùmi             | PLUMA            |                        |
| U, u       | /u/                          | ùxìn              | DIEZ             | U, u                   |
| V, v       | /v/                          | vico              | BONITO           | V, v                   |
| X, x       | /ʃ/                          | xìtnù             | HORNO            | X, x                   |
| Y, y       | [j] [ʒ]                      | yèhè              | BRILLAR          | Y, y                   |
| Z, z       | /s/ en préstamos del español | zapatu            | ZAPATO           |                        |

### Escritura de las vocales largas, nasales y tonos
Además, hay otras reglas de escritura relacionadas con las características particulares de las vocales del mixteco: cantidad vocálica (esto es, la diferenciación entre vocales cortas y largas), nasalización y tono.
| Vocales largas         | Vocales largas      | Vocales largas    | Vocales largas                     |
| Grafía ILV             | Fonema              | Ejemplo (mixteco) | GLOSA                              |
| ---------------------- | ------------------- | ----------------- | ---------------------------------- |
| aa                     | /aː/                | sàdaaní           | CASI SIEMPRE                       |
| ee                     | /eː/                | mbee              | BORREGO                            |
| ii                     | /iː/                | nsìì              | QUEMAR                             |
| oo                     | /oː/                | ndundoo           | VOLVERSE LIMPIO                    |
| uu                     | /uː/                | ndúù              | TESTÍCULOS                         |
| Vocales largas nasales |                     |                   |                                    |
| Grafía ILV             | Fonema              | Ejemplo (mixteco) | GLOSA                              |
| aan                    | /ãː/                | jaan              | SÍ                                 |
| iin                    | /ĩː/                | cuiin             | COMPRAR                            |
| uun                    | /ũː/                | xíchúún           | USAR                               |
| Tono                   |                     |                   |                                    |
| Grafía ILV             | Tonema              | Ejemplo (mixteco) | GLOSA                              |
| ^                      | ˥ (tono extra alto) | danátnûù          | AYUDAR A ALGUIEN A COMPRENDER ALGO |
| ´                      | ˦ (tono alto)       | tása              | RELAMPAGUEAR                       |
|                        | ˧ (tono medio)      | daa               | ANTES                              |
| `                      | ˨ (tono bajo)       | dàà               | PONERSE CALIENTE                   |

## Morfología
Como otras lenguas otomangues, el mixteco de la frontera Puebla-Oaxaca se caracteriza por ser una lengua altamente aislante. Esto significa que las palabras tienden a tener una sola forma, con raras excepciones de flexión o derivación. Una de estas excepciones se encuentra en la conjugación de los verbos y los posesivos para primera y segunda persona plural, que se forman con la sustitución de los pronombres dependientes por la última vocal del verbo u objeto en cuestión.

## Gramática

### Sustantivos
En el mixteco de la frontera poblano-oaxaqueña, los sustantivos tienden a poseer una sola forma, sin distinguir número gramatical o aceptar derivaciones en la mayoría de los casos. La clasificación nominal de los sustantivos en las lenguas mixtecas es muy diferente del sistema de género gramatical en las lenguas indoeuropeas, donde el género puede ser masculino, femenino o neutro. El dahan davi conserva vestigios de un sistema de proclíticos que tienen la función de establecer clases nominales. Este sistema de marcadores de clase se refleja principalmente en el complejo sistema pronominal de la lengua, pero se conserva en algunas palabras compuestas que se forman con la adición de una partícula que determina la clase a la que pertenecen los sustantivos. Algunos de los proclíticos clasificadores son los siguientes:
| Proclítico | Clase                                  | Ejemplo (mixteco)  | Glosa                                           |
| ---------- | -------------------------------------- | ------------------ | ----------------------------------------------- |
| nù-        | Vegetales (especialmente árboles)      | nù-cuìhì nù-cútu   | platanero árbol de copal                        |
| sì-        | Animales                               | sì-ndàhndé sì-màhá | grillo mapache                                  |
| sì-        | Objetos y frutos redondos              |                    |                                                 |
| tè-        | Líquidos (enclítico de ndutè > 'agua') | tè-yusan tè-yahà   | atole salsa picante                             |
| tè-        | Hombre                                 | tè-tàtnà tè-johlo  | curandero danzante del carnaval (johlo ntahnte) |

### Adjetivos
Los adjetivos son palabras que tienen la función de complementar la información acerca de los sustantivos, describiendo características concretas o abstractas. Como los sustantivos, en dahan davi, los adjetivos no suelen tener declinaciones, tal como ocurre con esta clase de morfemas en el español, donde los adjetivos necesitan modificarse para establecer una concordancia de género y número.

#### Cuantificadores y numerales
Los cuantificadores son adjetivos que modifican al sustantivo, definiendo el número. Hay unos pocos de estos cuantificadores que se emplean en dahan davi. Entre ellos se cuentan cuaha ‘mucho’, nsidaa ‘todo’. 
Además también están todos los números. En dahan davi se conserva el sistema vigesimal de numeración que es propio de las lenguas en el área lingüística mesoamericana. Los números del uno al diez son todos distintos. Los números del 11 al 14 son combinaciones de “diez más”, el quince es un vocablo que de acuerdo con algunos autores, es una derivación de una forma muy antigua de decir diez más cinco, y los números del dieciséis al diecinueve son vocabos del tipo “quince más n”. Finalmente, el veinte es un vocablo también particular. A partir de veintiuno, el sistema es una combinación de forma de múltiplos de veinte, más diez, más quince, similar al caso del vocablo francés para el número ochenta (quatre vingt, literalmente ‘cuatro veinte’).
| Numeral | Dahan davi                 | GLOSA           |
| ------- | -------------------------- | --------------- |
| 1       | iin                        | UNO             |
| 2       | ui                         | DOS             |
| 3       | uni                        | TRES            |
| 4       | cumì                       | CUATRO          |
| 5       | uhùn                       | CINCO           |
| 6       | iñu                        | SEIS            |
| 7       | usa                        | SIETE           |
| 8       | una                        | OCHO            |
| 9       | íín                        | NUEVE           |
| 10      | ùxin                       | DIEZ            |
| 11      | uxin iin 'diez uno'        | ONCE            |
| 12      | uxin ui 'diez dos'         | DOCE            |
| 13      | uxin uni 'diez tres'       | TRECE           |
| 14      | uxin cumi 'diez cuatro'    | CATORCE         |
| 15      | sáhun 'quince'             | QUINCE          |
| 16      | sáhun iin 'quince uno'     | DIECISÉIS       |
| 17      | sáhun ui 'quince dos'      | DIECISIETE      |
| 18      | sáhun uni 'quince tres'    | DIECIOCHO       |
| 19      | sáhun cumi 'quince cuatro' | DIECINUEVE      |
| 20      | Oco                        | VEINTE          |
| 30      | oco uxin 'veinte diez'     | TREINTA         |
| 35      | oco sahun 'veinte quince'  | TREINTA Y CINCO |
| 40      | ui dico 'dos veinte (PL)'  | CUARENTA        |

Como en el caso de otras lenguas mesoamericanas contemporáneas, en las lenguas mixtecas se ha perdido el uso de numerales superiores a cien. Tales vocablos fueron sustituidos con préstamos del español. Así, en dahan davi, el numeral cien se dice siendu<'ciento'. Hollenbach y Erikson han reconstruido los numerales para 400 y 8 000 para el habla mixteca de Magdalena Peñasco, a partir del análisis del vocabulario del mixteco colonial de Teposcolula realizado por Francisco de Alvarado. En el mixteco de Xayacatlán y alrededores, es posible que estas palabras hayan existido pero se perdieron o cambiaron su sentido. Por esta razón, actualmente los números mayores a cien se forman con una combinación del sistema vigesimal mesoamericano y el sistema decimal de la lengua española.

### Artículos
Las lenguas mixtecas comparten con numerosas lenguas en Mesoamérica la ausencia de artículos determinados, que sí se encuentran en español. Un sustantivo en mixteco de la frontera Puebla-Oaxaca, por ejemplo laa, por sí mismo, puede ser traducido en español como 'pájaro', 'el pájaro' o 'los pájaros'. La traducción dependerá del contexto.
En cuanto a los artículos indeterminados, el dahan davi posee sólo uno: iin.
| 1) | iin    | véhé   |                        |
| 1) | INDET. | CASA   | 'UNA CASA'             |
| 2) | iin    | sì-ina |                        |
| 2) | INDET. | PERRO  | 'UN PERRO' 'UNA PERRA' |

El artículo indeterminado iin puede ser traducido como 'un' o 'una' en español. Esto se debe a que el sistema de clases nominales del mixteco de la frontera Puebla-Oaxaca no es análogo al sistema propio de la lengua española. Como se mira en 2), una misma construcción nominal en dahan davi puede ser traducida al español de dos maneras debido a que el español es una lengua flexiva que posee una distinción de género femenino y masculino. Por otro lado, no existe en mixteco un equivalente a los artículos indeterminados unos o unas del español, sin embargo estos pueden traducirse al mixteco a través de adjetivos cuantificadores.

### Pronombres
Muchas lenguas mixtecas poseen un complejo sistema de pronombres, especialmente para la tercera persona. Puede clasificarse a los sistemas pronominales en dahan davi en tres tipos. El primero incluye a todos aquellos que cuentan con pronombres honoríficos para la primera y segunda persona, sin distinción de número plural o singular. El segundo tipo está compuesto por los sistemas pronominales que cuentan con una distinción de número singular y plural para la primera y segunda persona, pero carecen de pronombres honoríficos. El tercer tipo es una mezcla de ambos casos, y se trata de sólo algunas variedades del noroeste de la Mixteca Baja. Entre estos últimos se encuentra el sistema pronominal del mixteco hablado en San Jerónimo Xayacatlán y otros sitios hablantes de la variedad de la frontera poblano-oaxaqueña.
El carácter mixto del sistema pronominal del mixteco de la frontera de Puebla-Oaxaca se observa en la existencia de pronombres que distinguen el número gramatical y la presencia de un pronombre honorífico para la segunda persona. En el caso de la primera persona, sólo hay un pronombre para la primera persona singular y dos pronombres para la primera persona plural, uno exclusivo (es decir, para referirse a una acción sin incluir al oyente) y otro inclusivo (es decir, incluyendo al oyente en la acción).
| Pronombres de primera y segunda persona en el mixteco de la frontera poblano-oaxaqueña | Pronombres de primera y segunda persona en el mixteco de la frontera poblano-oaxaqueña | Pronombres de primera y segunda persona en el mixteco de la frontera poblano-oaxaqueña | Pronombres de primera y segunda persona en el mixteco de la frontera poblano-oaxaqueña | Pronombres de primera y segunda persona en el mixteco de la frontera poblano-oaxaqueña | Pronombres de primera y segunda persona en el mixteco de la frontera poblano-oaxaqueña | Pronombres de primera y segunda persona en el mixteco de la frontera poblano-oaxaqueña |
|                                                                                        | Primera persona                                                                        | Primera persona                                                                        | Primera persona                                                                        | Segunda persona                                                                        | Segunda persona                                                                        | Segunda persona                                                                        |
| singular                                                                               | plural excluyente                                                                      | plural incluyente                                                                      | singular                                                                               | honorífico                                                                             | plural                                                                                 |                                                                                        |
| -------------------------------------------------------------------------------------- | -------------------------------------------------------------------------------------- | -------------------------------------------------------------------------------------- | -------------------------------------------------------------------------------------- | -------------------------------------------------------------------------------------- | -------------------------------------------------------------------------------------- | -------------------------------------------------------------------------------------- |
| Pronombre                                                                              | i                                                                                      | nsi nsiù                                                                               | ndó ndà                                                                                | u                                                                                      | ní                                                                                     | nsiò nsià                                                                              |
| Forma completa                                                                         | yuhu mii                                                                               | nsiuhù                                                                                 | ndohò miindà                                                                           | miiun                                                                                  | miiní                                                                                  | miinsià                                                                                |
| GLOSA                                                                                  | YO                                                                                     | NOSOTROS                                                                               | NOSOTROS                                                                               | TÚ                                                                                     | USTED USTEDES                                                                          | USTEDES                                                                                |

| Pronombres del mixteco de la frontera poblano/oaxaqueña                             | Pronombres del mixteco de la frontera poblano/oaxaqueña | Pronombres del mixteco de la frontera poblano/oaxaqueña | Pronombres del mixteco de la frontera poblano/oaxaqueña |
| Persona                                                                             | Pronombre                                               | Forma completa                                          | GLOSA                                                   |
| ----------------------------------------------------------------------------------- | ------------------------------------------------------- | ------------------------------------------------------- | ------------------------------------------------------- |
| 3a singular y plural de respeto para humanos                                        | -nè                                                     | nè                                                      | ÉL, ELLA, ELLOS                                         |
| 3a singular y plural familiar para hombres                                          | -tè                                                     | tè                                                      | ÉL, ELLOS                                               |
| 3a singular y plural familiar para mujeres                                          | -ña                                                     | ñahà                                                    | ELLA, ELLAS                                             |
| 3a singular y plural familiar para bebés y animalitos                               | -vè                                                     |                                                         | ÉL, ELLOS (los bebés)                                   |
| 3a singular y plural animales                                                       | -sì                                                     |                                                         | ÉL, ELLOS (los animales)                                |
| 3a singular y plural líquidos                                                       | -tè                                                     | ndutè ('agua')                                          | ÉL, ELLOS (los líquidos)                                |
| 3a singular y plural muertos                                                        | -nsi                                                    | nsiì                                                    | ÉL, ELLOS (los muertos)                                 |
| 3a singular y plural árboles, plantas, objetos de madera y algunos objetos de metal | -nu, -nù                                                | yutnù                                                   | ÉL, ELLOS (los árboles)                                 |
| 3a singular y plural árboles, plantas, objetos de madera y algunos objetos de metal | -yà                                                     | yahà                                                    | ÉL, ELLOS (lo divino, sagrado)                          |
| 3a singular y plural el resto de sustantivos no categorizados                       | -ñà                                                     |                                                         | ÉL, ELLOS (los objetos)                                 |